# Topoľnica
Topoľnica es un municipio del distrito de Galanta en la región de Trnava, Eslovaquia, con una población estimada a final del año 2024 de 992 habitantes.
Se encuentra ubicado en el centro-sur de la región, en la depresión danubiana y cerca del río Váh (cuenca hidrográfica del Danubio) y de la región de Bratislava.

## Demografía
| Año        | 1994 | 2004    | 2014    | 2024     |
| ---------- | ---- | ------- | ------- | -------- |
| Población  | 792  | 832     | 816     | 992      |
| Diferencia |      | +5,05 % | −1,92 % | +21,56 % |

| Año        | 2023 | 2024    |
| ---------- | ---- | ------- |
| Población  | 915  | 992     |
| Diferencia |      | +8,41 % |